# Lista de representantes da Romênia ao Oscar de melhor filme internacional
Lista de filmes romenos concorrentes à indicação ao Oscar de Melhor Filme Internacional (anteriormente conhecido como Oscar de Melhor Filme Estrangeiro). A Romênia inscreve filmes nessa categoria de premiação desde 1966..O Oscar é entregue anualmente pela Academia de Artes e Ciências Cinematográficas a um longa-metragem produzido fora dos Estados Unidos que contenha principalmente diálogos em outros idiomas que não o inglês.
A candidatura romena é escolhida anualmente pelo Centro Nacional de Cinematografia (Centrul Naţional al Cinematografiei (CNC)).

## Filmes inscritos
| Ano (Cerimônia)   | Título em português                                          | Título em inglês                                     | Título original                                          | Direção                    | Resultadoado |
| ----------------- | ------------------------------------------------------------ | ---------------------------------------------------- | -------------------------------------------------------- | -------------------------- | ------------ |
| 1966 (39ª edição) |                                                              | The Uprising                                         | Răscoala                                                 | Mircea Mureşan             | Não indicado |
| 1968 (41ª edição) | O Tirano                                                     | The Column                                           | Columna                                                  | Mircea Drăgan              | Não indicado |
| 1969 (42ª edição) |                                                              | A Woman for a Season                                 | Răutăciosul adolescent                                   | Gheorghe Vitanidis         | Não indicado |
| 1971 (44ª edição) |                                                              | The Last Crusade                                     | Mihai Viteazul                                           | Sergiu Nicolaescu          | Não indicado |
| 1973 (46ª edição) |                                                              | Veronica                                             | Veronica                                                 | Elisabeta Bostan           | Não indicado |
| 1976 (49ª edição) |                                                              | The Doom                                             | Osânda                                                   | Sergiu Nicolaescu          | Não indicado |
| 1983 (56ª edição) |                                                              | Return from Hell                                     | Întoarcerea din iad                                      | Nicolae Mărgineanu         | Não indicado |
| 1984 (57ª edição) |                                                              | Glissando                                            | Glissando                                                | Mircea Daneliuc            | Não indicado |
| 1985 (58ª edição) |                                                              | Ciuleandra                                           | Ciuleandra                                               | Sergiu Nicolaescu          | Não indicado |
| 1986 (59ª edição) |                                                              | The Last Assault                                     | Noi, cei din linia întîi                                 | Sergiu Nicolaescu          | Não indicado |
| 1989 (62ª edição) |                                                              | Those Who Pay With Their Lives                       | Cei care plătesc cu viaţa                                | Șerban Marinescu           | Não indicado |
| 1990 (63ª edição) |                                                              | Carnival Scenes                                      | De ce trag clopotele, Mitică?                            | Lucian Pintilie            | Não indicado |
| 1992 (65ª edição) |                                                              | Luxury Hotel                                         | Hotel de lux                                             | Dan Pița                   | Não indicado |
| 1993 (66ª edição) |                                                              | The Conjugal Bed                                     | Patul conjugal                                           | Mircea Daneliuc            | Não indicado |
| 1994 (67ª edição) |                                                              | Pepe & Fifi                                          | Pepe şi Fifi                                             | Dan Piţa                   | Não indicado |
| 1996 (69ª edição) |                                                              | State of Things                                      | Stare de fapt                                            | Stere Gulea                | Não indicado |
| 1998 (71ª edição) |                                                              | Terminus Paradis                                     | Terminus Paradis                                         | Lucian Pintilie            | Não indicado |
| 1999 (72ª edição) |                                                              | The Famous Paparazzo                                 | Faimosul paparazzo                                       | Nicolae Mărgineanu         | Não indicado |
| 2002 (75ª edição) | Filantrópica                                                 | Philanthropy                                         | Filantropica                                             | Nae Caranfil               | Não indicado |
| 2004 (77ª edição) |                                                              | Orient Express                                       | Orient Express                                           | Sergiu Nicolaescu          | Não indicado |
| 2005 (78ª edição) | A Morte do Sr. Lazarescu                                     | The Death of Mr. Lazarescu                           | Moartea domnului Lăzărescu                               | Cristi Puiu                | Não indicado |
| 2006 (79ª edição) | Como eu festejei o fim do mundo                              | The Way I Spent the End of the World                 | Cum mi-am petrecut sfârşitul lumii                       | Cătălin Mitulescu          | Não indicado |
| 2007 (80ª edição) | 4 Meses, 3 Semanas e 2 Dias                                  | 4 Months, 3 Weeks and 2 Days                         | 4 luni, 3 săptămâni şi 2 zile                            | Cristian Mungiu            | Não indicado |
| 2008 (81ª edição) | O Resto é Silêncio                                           | The Rest is Silence                                  | Restul e tăcere                                          | Nae Caranfil               | Não indicado |
| 2009 (82ª edição) | Polícia, Adjetivo                                            | Police, Adjective                                    | Politist, adj.                                           | Corneliu Porumboiu         | Não indicado |
| 2010 (83ª edição) | Se Eu Quiser Assobiar, Eu Assobio                            | If I Want to Whistle, I Whistle                      | Eu când vreau să fluier, fluier                          | Florin Şerban              | Não indicado |
| 2011 (84ª edição) | Morgen                                                       | Morgen                                               | Morgen                                                   | Marian Crisan              | Não indicado |
| 2012 (85ª edição) | Além das Montanhas                                           | Beyond the Hills                                     | După dealuri                                             | Cristian Mungiu            | Pré-lista    |
| 2013 (86ª edição) | Instinto Materno                                             | Child's Pose                                         | Poziţia Copilului                                        | Călin Peter Netzer         | Não indicado |
| 2014 (87ª edição) | O Cão Japonês                                                | The Japanese Dog                                     | Câinele japonez                                          | Tudor Cristian Jurgiu      | Não indicado |
| 2015 (88ª edição) | Aferim!                                                      | Aferim!                                              | Aferim!                                                  | Radu Jude                  | Não indicado |
| 2016 (89ª edição) | Sieranevada                                                  | Sieranevada                                          | Sieranevada                                              | Cristi Puiu                | Não indicado |
| 2017 (90th)       | O Intermediário                                              | Fixeur                                               | Fixeur                                                   | Adrian Sitaru              | Não indicado |
| 2018 (91ª edição) | Eu não me Importo se Entrarmos para a História como Bárbaros | I Do Not Care If We Go Down in History as Barbarians | Îmi este indiferent dacă în istorie vom intra ca barbari | Radu Jude                  | Não indicado |
| 2019 (92ª edição) | La Gomera - A Ilha dos Assobios                              | The Whistlers                                        | La Gomera                                                | Corneliu Porumboiu         | Não indicado |
| 2020 (93ª edição) |                                                              | Collective                                           | Colectiv                                                 | Alexander Nanau            | Indicado     |
| 2021 (94ª edição) |                                                              | Bad Luck Banging or Loony Porn                       | Babardeală cu bucluc sau porno balamuc                   | Radu Jude                  | Não indicado |
| 2022 (95ª edição) |                                                              | Immaculate                                           | Imaculat                                                 | Monica Stan, George Chiper | Não indicado |
| 2023 (96ª edição) |                                                              | Do Not Expect Too Much from the End of the World     | Nu aștepta prea mult de la sfârșitul lumii               | Radu Jude                  | Não indicado |
| 2024 (97ª edição) |                                                              | Three Kilometres to the End of the World             | Trei kilometri până la capătul lumii                     | Emanuel Pârvu              | Pendente     |